# زنیا دلی
زنیا دلی (به انگلیسی Xenia Deli متولد ۲۷ اکتبر ۱۹۸۹) یک مدل مولداوی است که اکنون در لس آنجلس کالیفرنیا زندگی می‌کنید. او روی جلد چندین مجلهٔ مد شمال مجلهٔ ال، اف ام دی و مجلهٔ ورزش مصور آفریقای جنوبی درخشیده است. او همچنین در موزیک ویدئوهایی شامل در «حال فکر کردن به تو» و «منظورت چیه» از جاستین بیبر درخشیده است.